# مونته‌بوئنو
مونته‌بوئنو (به ایتالیایی: Montebuono) یک منطقهٔ مسکونی در ایتالیا است که در استان ریتی واقع شده‌است.

## خصوصیات
مونته‌بوئنو ۱۹٫۶ کیلومترمربع مساحت و ۹۴۵ نفر جمعیت دارد و ۳۲۵ متر بالاتر از سطح دریا واقع شده‌است.